# Diapensia lapponica
Diapensia lapponica — вид трав'янистих рослин родини діапензієві (Diapensiaceae).

## Опис
Багаторічні карликові чагарники, які утворюють округлі купини, 3–8 см заввишки; гілки розпростерті або стеляться зводити, проксимальні частини стебел густо вкриті стійкими листовими залишками. Листки щільні біля основи, безчерешкові, зимівні; пластини від лінійних до вузько-оберненояйцевидих, верхівки округлі, з цілими краями, шкірясті, жорсткі, блискучі. Квітки поодинокі. Квітковий віночок кремово-білий, 1–2 см в ширину; пелюсток 5, оберненояйцевидні, прибл. 1 см довжини; чашолистків 5; тичинок 5. Плоди: яйцеподібні, прибл. 4 мм довжини капсули. 2n = 12.

## Поширення
Північна Америка (Гренландія, Сен-П'єр і Мікелон, сх. США, сх. Канада); Європа (Велика Британія, Фінляндія, Ісландія, Норвегія, Росія, Швеція).
Населяє голі скелясті альпійські вершини, скелясті вершини, хребти, схили, кам'янистій пустки.

## Галерея

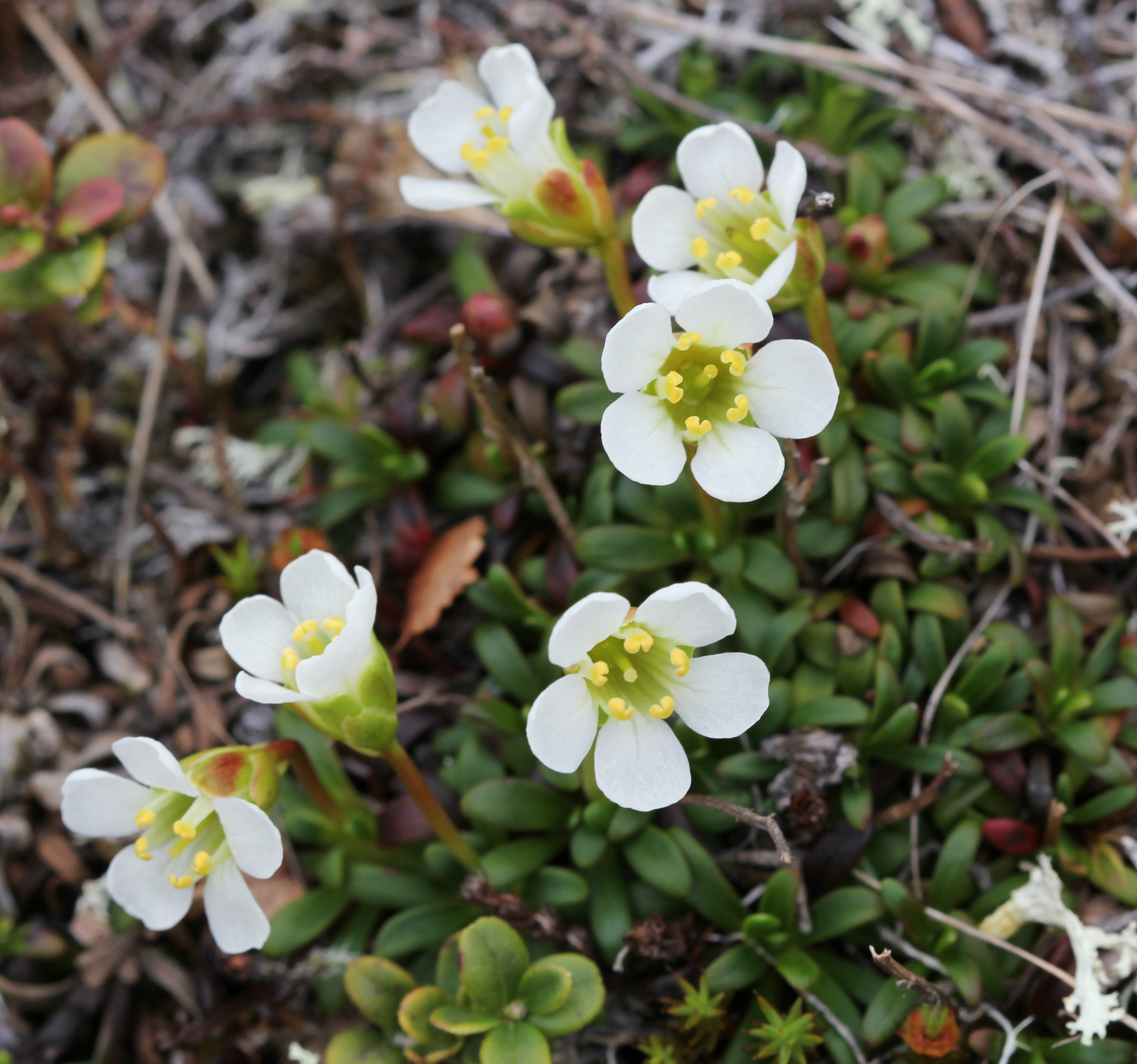
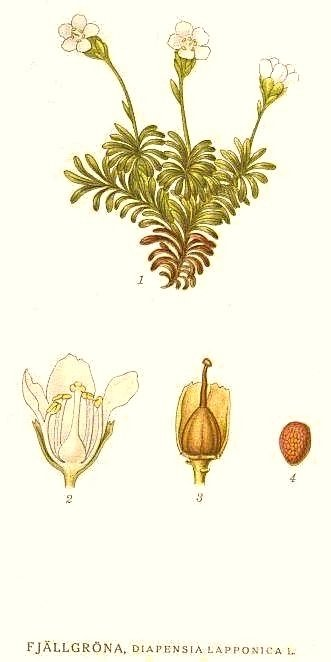